# Regnbågsfamilj

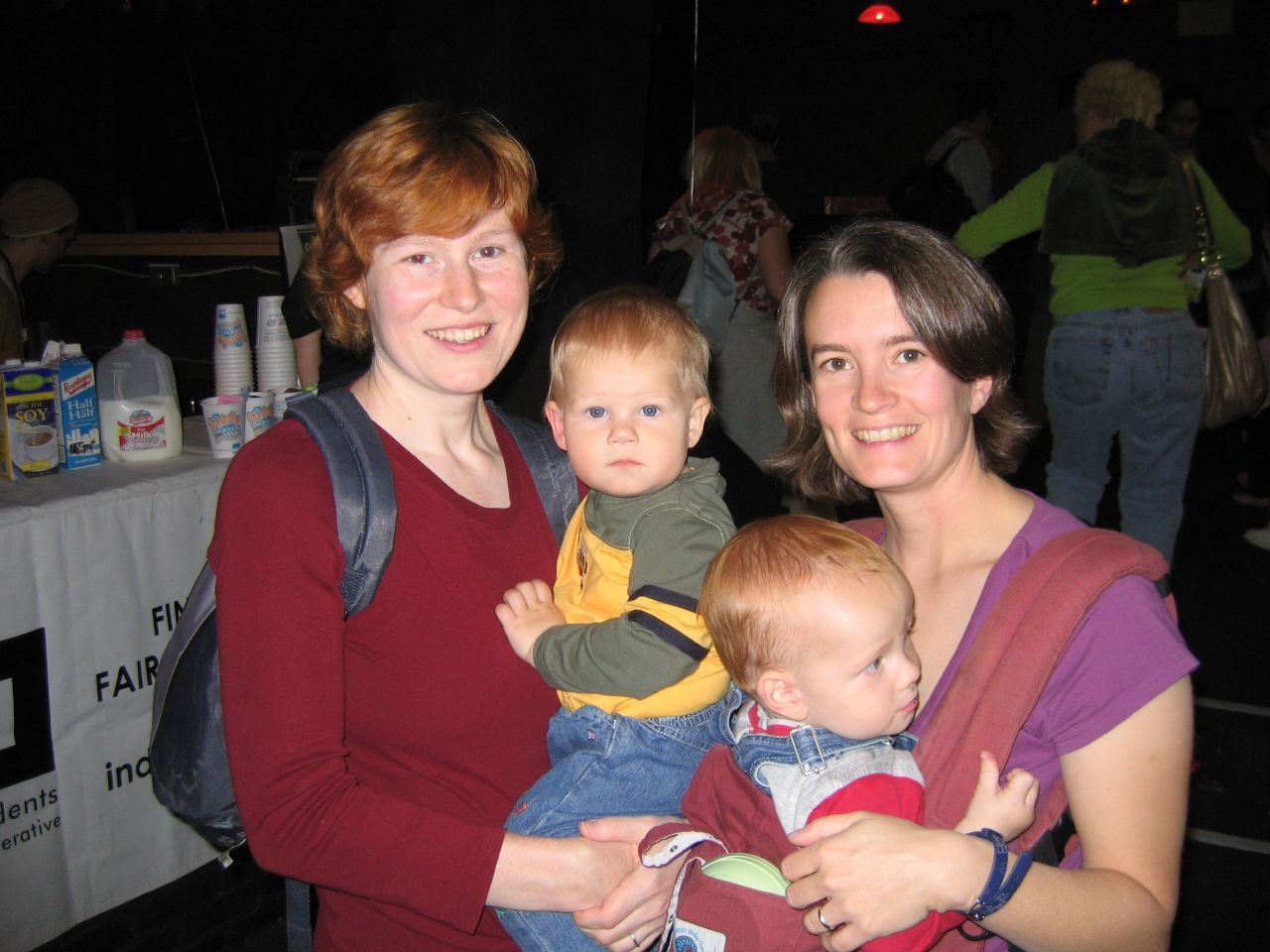
Lesbiskt par med barn

Regnbågsfamilj  menar hbtq-personers familjer, alltså familjer där en eller flera individer definierar sig som homosexuell, bisexuell, transperson eller queer. Regnbågsfamiljerna utgör inte någon enhetlig kategori, utan rymmer ett brett spektrum av familjekonstellationer. På senare tid har det blivit allt vanligare att samkönade par bildar familj och får barn inom sina parrelationer. Här finns samkönade kvinnliga par som fått barn genom assisterad befruktning på klinik eller genom insemination i hemmet, manliga par som fått barn genom surrogatarrangemang, liksom samkönade par som lever med adopterade barn. Ibland väljer ett samkönat kvinnligt par, eller en ensamstående kvinna, att gå samman med en man eller ett manligt par för ett delat föräldraskap. Familjer som bildas med tre eller fyra föräldrar kallas ibland för flerföräldrafamiljer eller fyrklöverfamiljer. Regnbågen används för att symbolisera mångfalden inom hbtq-rörelsen, och begreppet regnbågsfamilj symboliserar på motsvarande vis mångfalden bland hbtq-familjer. På engelska används vanligen begreppet "lgbtq-families" om regnbågsfamiljer.
Svensk forskning om regnbågsfamiljer rör övervägande lesbiska par med barn. För lesbiska par har förutsättningarna för föräldraskap förändrats i grunden sedan millennieskiftet. År 2003 möjliggjorde en lagändring att ett barn kan ha två rättsliga föräldrar av samma kön, något som dessförinnan inte tillåtits. Ytterligare en lagändring öppnade år 2005 möjligheten för lesbiska par att få barn genom assisterad befruktning inom svensk sjukvård. För manliga par finns idag ingen möjlighet att få assisterad befruktning i svensk sjukvård. Dessa vänder sig istället till kliniker i utlandet för surrogatarrangemang. 2016 fick ensamstående kvinnor möjlighet till assisterad befruktning på svenska fertilitetsenheter.  
Ofta beskrivs regnbågsfamiljer som ett nytt fenomen i det västerländska samhället. Sådana påståenden ger dock en förenklad och onyanserad historieskrivning. Hbtq-familjer har visserligen kommit att synliggöras de senaste decennierna, i media och genom en förändrad familjelagstiftning, men exempel på samkönade föräldrapar går att finna långt före dessa förändringar. Ett exempel på detta är den välkända journalisten Barbro ”Bang” Alving som på 1930-talet fick sin dotter Ruffa. Ruffa växte upp med Bang och hennes livskamrat Loyse Sjöcrona. Begreppet regnbågsfamilj har även förr använts för en familj bestående av människor med flera av världens alla färger och utseenden. Ofta ett använt begrepp inom adoptionsvärlden på 1960- och 70-talen.
Forskningen om samkönade pars familjer etablerades under 1970-talet i USA, delvis till följd av vårdnadstvister i amerikanska rättssalar. Nyskilda kvinnor, som efter ett avslutat heterosexuellt äktenskap kommit ut som lesbiska, framställdes av fädernas advokater som bristfälliga mödrar som inte borde få behålla vårdnaden av sina barn. Ett argument som användes flitigt var att barnen, som det uttrycktes med den tidens moralistiska språk, ”riskerade” att utveckla en osäker könsidentitet. Mot den bakgrunden kom forskningsintresset tidigt att riktas mot barnens välbefinnande i regnbågsfamiljer. Forskare ställde frågor kring barnens utveckling och jämförde dessa med barn till heterosexuella par. Dessa studier har upprepat kunnat visa att skillnaderna mellan barn till samkönade kvinnliga par och barn till olikkönade par är mycket små och mycket få. De skillnader som påvisas är i regel till de samkönade parens fördel. Forskningsintresset för samkönade kvinnliga pars familjer har sedan kommit att breddas till att mer titta på hur familjerna bildas och hur deras vardagsliv ser ut. Även forskning om gaypappor har i huvudsak handlat om vardagsliv och familjebildning. Här framgår bland annat att både kvinnliga och manliga par är mer jämställda, generellt sett, än olikkönade par. De samkönade paren delar hushållsarbete och omsorg om barn mer lika mellan sig än olikkönade par.